# Макен
Макен (њем. Macken) општина је у њемачкој савезној држави Рајна-Палатинат. Једно је од 86 општинских средишта округа Мајен-Кобленц. Према процјени из 2010. у општини је живјело 361 становника. Посједује регионалну шифру (AGS) 7137215.

## Географски и демографски подаци
Макен се налази у савезној држави Рајна-Палатинат у округу Мајен-Кобленц. Општина се налази на надморској висини од 320 метара. Површина општине износи 8,6 km². У самом мјесту је, према процјени из 2010. године, живјело 361 становника. Просјечна густина становништва износи 42 становника/km².